# Битва при Анзене
Битва при Анзене — одно из сражений арабо-византийских войн, которое произошло 22 июля 838 года около города Анзен (ныне селение Акчатарла в Турции) между войсками Византийской империи и Аббасидского халифата. Аббасиды организовали крупную экспедицию двух независимых армий в отместку за успешные действия императора Феофила годом ранее для захвата крупного византийского города Амория. Армия под командованием императора встретилась у Анзена с армией мусульман, возглавляемой иранским вассальным принцем Афшином.
Имевшая численное превосходство византийская армия первоначально имела успех, но решение императора Феофила возглавить атаку в конечном счёте вызвало панику из-за слухов о его смерти, что в сочетании с контратакой турецких конных лучников привело к её бегству. Правитель со своей стражей некоторое время находился в окружении на холме, после чего смог покинуть поле боя. Победа в сражении позволила арабам через несколько недель разграбить город Аморий, что стало одним из сильнейших ударов по Византии в многовековых арабо-византийских войнах.

## Предыстория
К моменту восхода на византийский престол в 829 году императора Феофила (пр. 829—842 гг.) арабо-византийские войны продолжались почти два столетия. Будучи амбициозным человеком и убеждённым иконоборцем, он решил укрепить своб власть через удачные военные действия против главного противника Византии — Аббасидского халифата. На протяжении 830-х годов Феофил организовал серию походов против южного соседа, давших умеренный успех и способствовавших имперской пропаганде в создании образа «победоносного императора». В 837 году он лично руководил военной кампании в области верхнего Евфрата, захватив города Арсамосату и Созопетру (который некоторые источники называли место рождения халифа Аль-Мутасима) и вынудив Мелитену заплатить дань и отдать заложников в обмен на собственное спасение.
В качестве ответной меры Аль-Мутасим решил организовать крупную военную экспедицию на территорию империи с целью захвата крупнейших городов центральной Анатолии — Анкиры и Амория. Последний был возможно крупнейшим городов в регионе, а также имел символическое значение как родина Аморийской династии; согласно хроникам, солдаты халифата нарисовали слово «Аморий» на своих щитах и знамёнах. В городе Тарс была собрана огромная армия (80 000 человек, согласно Тредголду), позже разделённая на две части. Северное войско, возглавляемое иранским вассальным принцем Уструшана Афшином, должно было вторгнуться в фему Армениак из Мелитены, объединившись с отрядами местного эмира Умара аль-Акта. Главное южное войско, ведомое халифом, должно было пройти через Киликийские врата в Каппадокию и захватить Анкиру. После взятия города две арабские армии объединяются и идут на Аморий. В распоряжении Афшина. согласно Иоанну Скилице, находились отряды вассальных армянских князей числом от 20 000 (Хэлдон) до 30 000 человек (Тредголд), куда также входили 10 000 тюркских конных лучников.
В начале июня Феофил с войском покинул Константинополь, будучи в курсе планов халифа. Армия включала в себя людей из Анатолии (возможно и из европейских фем), элитные подразделения тагматы, а также контингенты персидских и курдских хуррамитов. Ведомые своим лидером Насром (перешедшим в христианство и крещённым как Феофоб), в минувшие годы они покинули халифат из-за религиозных преследований, став основой так называемой «персидской турмы». Разместив лагерь в Дорилее, император разделил свои силы: сильные отряды были направлены подкреплением в гарнизон Амория, оставшееся войско (25 000 солдат по Хэлдону и 40 000 — по Трэдгодду) заняли позицию между Киликийскими вратами и Анкирой.

Карта боевых действий в 837—383 годах

## Битва
В середине июня Афшин прошёл через горный хребет Антитавр и расположил лагерь в форте Дазимон (греч. Δαζιμῶν, ныне Акчатарла), между городами Амасья и Токат, игравшем важную роль в качестве аплектона. 19 июня авангард основной армии аббасидов вторгся на территорию империи, через два дня это же сделала и оставшаяся часть во главе с халифом. В середине июля Феофил получил данные об этих передвижениях. Войско Афшина было меньше, но также угрожало блокировать линии снабжения византийцев. Император оставил небольшой отряд против армии халифа, а сам выдвинулся на восток для битвы с Афшином. 21 июля имперская армия попала в поле зрения арабов, и расположилась на холму в долине Дазимонтис к югу от форта Дазимон, прозванном Анзен (греч. Ἀνζῆν).
Хотя Феофоб и доместик схол Мануил Армянин высказывались за внезапную ночную атаку, император принял решение начать битву следующим днём. Византийцы выступили на рассвете и достигли хороших результатов, опрокинув один из крыльев вражеской армии и убив 3 000 арабов. Около полудня Феофил решил усилить другое крыло, выделив для этого 2 000 византийцев и курдский контингент, а также решил возглавить войско в бою. Но в этот момент Афшин выпустил своих тюркских конных лучников в контратаку, в ходе которой византийское подкрепление было загнано, что позволило арабам перегруппироваться. Византийские войска, обнаружившие отсутствие императора и предположившие его гибель, начали колебаться. Эти волнения в итоге обернулись беспорядочным бегством. Часть отрядов направилась в Константинополь, распространяя новости о смерти государя, некоторые отряды смогли в полном порядке отступить к местечку Хилиокомон.
Феофил со своей тагматой и курдами был окружён арабами на холме у Анзена. Однако неожиданный дождь ослабил тетиву у конных лучников, сделав их оружие бесполезными, и Афшин приказал доставить катапульты. В это время, офицеры Феофила, опасавшиеся предательства со стороны курдов, уговорили его покинуть поле боя. Прорвавшись через линии противника со множеством раненых (источники сообщают о тяжёлом ранении и возможной смерти Мануила, вместе с Феофобом спасшим императора), Феофил с небольшим сопровождением смог добраться до Хилиокомона, где смог собрать остатки разбитого войска.

## Последствия

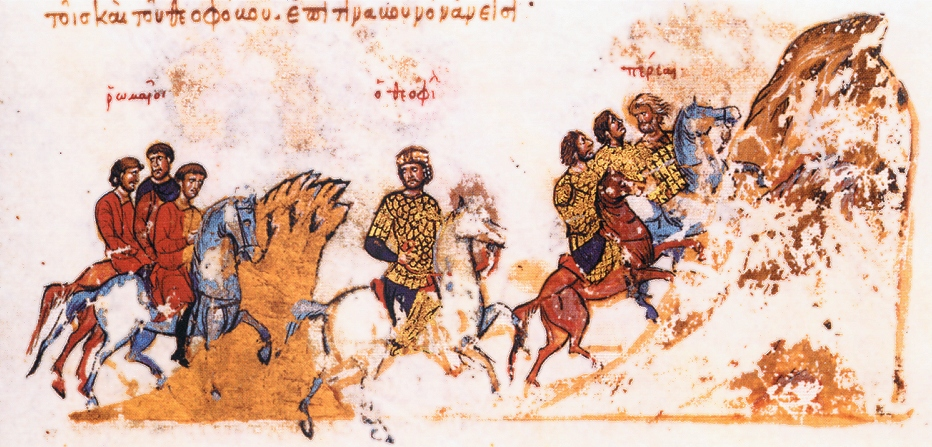
Император Феофил спасается бегством после поражения при Анзене. Иллюстрация из Мадридской рукописи «Хроники» Иоанна Скилицы.

Из-за поражения и слухов о смерти позиции Феофила ослабли. Он отказался от военной кампании и удалился в Дорилей, откуда вскоре отправился в столицу. Брошенная на произвол судьбы Анкира была разграблена арабским войском 27 июля. После этого объединённые силы Аббасидов выдвинулись к Аморию, державшему их осаду две недели. Боевые действия смогла пережить только половина городского населения (35 000 из 70 000 человек), которая после поражения была продана в рабство. Падение города стало одним из тяжелейших материальных и моральных поражений Византии в 9-м веке. Лишь новости о восстании в халифате вынудили Аль-Мутасима вскоре отступить.
Когда слухи о смерти императора достигли Константинополя, Феофоб, связанный с императорским домом узами брака и сторонник иконопочитания, рассматривался некоторыми в качестве нового правителя. Вернувшийся в город Феофил призвал полководца к себе, но тот испугался наказания и бежал с лояльными курдами в Синопу, где провозгласил себя императором В следующем году Феофоба уговорили сдаться, «персидские» соединения были распущены, а их участники распределены по фемам.
Трагические для Византии поражение при Анзене и взятие Амория в долгосрочном плане не имели большого влияния, так как Аббасиды не смогли развить достигнутый успех. Однако сражение сыграло важную роль в дискредитации иконоборцев, обосновывавших законность своего правления военными успехами. После внезапной смерти Феофила в 842 году иконопочитание в рамках торжества православия было восстановлено по всей империи. Битва при Анзене важна и как иллюстрация трудности борьбы византийской армии против конных лучников, что отличает её от предшественницы VI—VII веков, чьи навыки в этой сфере стали основой византийской тактической доктрины. Битва стала первой встречей византийцев с тюркскими кочевниками Центральной Азии, потомки которых (сельджукские тюрки) станут основным противником империи с середины XI века.